# Bifidobacterium animalis
Bifidobacterium animalis es una de las especies bacterianas, considerada un probiótico, más estudiada. Esta especie junto a otras del género Bifidobacterium, residen en el tracto gastrointestinal humano y se cree que benefician a la salud proveyendo energía y nutrientes, modulando el sistema inmunológico y otros efectos positivos.
B. animalis consiste en dos subespecies: B. animalis subsp. animalis y B. animalis subsp. lactis. Esta última, ampliamente estudiada con el propósito de utilizarla para promover la salud. De hecho, B. animalis subs. lactis BB12 es la cepa más documentada, incluyendo más de 130 artículos científicos sobre estudios clínicos. Esta cepa tiene sus orígenes en la colección Chr. Hansen A/S. Los estudios clínicos apoyan varios efectos beneficiosos de la cepa BB12, entre ellos la mejora de la función intestinal, efecto protector contra la diarrea, reducción de efectos secundarios del tratamiento con antibióticos y el incremento de la resistencia del cuerpo a infecciones respiratorias comunes.
Otras cepas utilizadas en suplementos probióticos son Bifidobacterium animalis subsp. lactis Bl-04 y Bi-07 de DuPont. Bifidobacterium animalis DN 173 010 es una cepa de Danone utilizada en yogures de la marca Activia, con los nombre comerciales ”Bifidus Regularis”, ”Bifidus Digestivum” y otros.